# Charles-Jules Layrle
Charles-Jules Layrle (* 4. Juli 1834 in Brest, Département Finistère; † 14. Mai 1896 in Paris) war ein französischer Seeoffizier und Vizeadmiral (Vice-amiral), der unter anderem zwischen 1886 und 1887 Generaldirektor der Generaldirektion für Torpedos des Marineministeriums war.

## Leben
Charles-Jules Layrle war der Sohn von Kapitän zur See Marie Jean-François Layrle (1791–1881), der unter anderem zwischen 1842 und 1845 Gouverneur von Französisch-Guayana sowie von 1845 bis 1848 Gouverneur von Guadeloupe war. Sein älterer Bruder war der Marineingenieur Charles Louis Marie Layrle. Er selbst begann nach dem Schulbesuch 1850 als Élève-officier seine Ausbildung zum Seeoffizier an der Marineschule (École navale), die er am 1. August 1852 als Aspirant de 2ème classe und Angehöriger der Promotion 1850 auf dem Schulschiff Borda abschloss. Er wurde daraufhin am 2. Dezember 1852 zum Leutnant zur See (Enseigne de vaisseau de deuxième classe) befördert und zur Marinebasis Brest versetzt. Für seine Verdienste während der Belagerung von Petropawlowsk-Kamtschatski (18. August bis 27. August 1854) im Krimkrieg wurde ihm am 29. Dezember 1855 das Ritterkreuz der Ehrenlegion verliehen. 1856 begleitete er Jérôme Bonaparte während einer Fahrt auf der Nordsee und wurde am 16. März 1859 zum Kapitänleutnant (Lieutenant de Vaisseau) befördert. Für seine Verdienste bei den Marineverbänden im Japanischen Meer wurde er am 13. August 1863 mit dem Offizierskreuz der Ehrenlegion ausgezeichnet.
Layrle erhielt am 24. April 1867 seine Beförderung zum Fregattenkapitän (Capitaine de Frégate). Während des Deutsch-Französischen Krieges (19. Juli 1870 bis 10. Mai 1871) organisierte er während der Belagerung von Paris (19. September 1870 bis 28. Januar 1871) die Batterie von Montretout. Dabei wurde er am Kai der Île Saint-Louis durch Granatsplitter leicht verwundet, als die Truppen in Paris einmarschierten, während er eine Batterie kleiner Reittiere befehligte, die zur Zerstörung der Barrikaden beitrug. Nach seiner Beförderung zum Kapitän zur See (Capitaine de Vaisseau) am 4. Juni 1871 wurde er zum Militärhafen Toulon versetzt sowie am 31. Oktober 1878 Kommandant des zum Evolutionsgeschwaders (Escadre d’évolutions) gehörenden Kreuzers Infernet. 1881 wurde er Mitglied des Hydrografischen Komitees (Comité hydrographique) sowie 1883 Chef des Stabes der Marineverbände im Chinesischen Meer unter Admiral Benjamin Jaurès. Als solcher wurde am 18. September 1883  zum Konteradmiral (Contre-amiral) befördert und am 5. Juli 1885 auch Kommandeur der Ehrenrelegion. Am 1. Januar 1886 wechselte er ins Marineministerium und war dort Generaldirektor der Generaldirektion für Torpedos.
1887 wurde Charles-Jules Layrle selbst Kommandeur der Marineverbände im Fernen Osten (Division navale d’Extrême-Orient) und als solcher am 25. August 1889 zum Vizeadmiral (Vice-amiral) befördert. Er hatte sich dabei besondere Kenntnisse des Fernen Ostens angeeignet, die es ihm ermöglichten, ein Buch über die Meiji-Restauration im Japanischen Kaiserreich zu schreiben, welches 1893 unter dem Titel La restauration impériale au Japon erschien. Nach seiner Rückkehr wurde er am 10. November 1890 Mitglied des Conseil des travaux de la Marine, eine Abteilung des französischen Marineministeriums, die für die Untersuchung von Bauprojekten für Schiffe oder Infrastruktur der französischen Marine zuständig war. Am 1. Januar 1892 wurde er zudem Mitglied der Gemeinsamen Kommission für öffentliche Arbeiten (Commission mixte des Travaux Publics). Er erhielt für seine Verdienste am 12. Juli 1893 auch die Auszeichnung als Großoffizier der Ehrenlegion. Am 1. Januar 1894 schied er aus dem aktiven Militärdienst und wurde in die Reserve versetzt. Nach seinem Tode wurde er auf dem Friedhof von Saint-Martin in Brest beigesetzt.